# Kahon
Kahon (шп. Cajon  „sanduk“ – fioka, kutija sa rupom) je šestostrani drveni perkusioni instrument nalik kutiji. Veruje se da je nastao među robovima koji su bili muzičari u južnoameričkoj španskoj koloniji, na prostoru današnjeg Peru-a tokom ranih 1800-tih godina. Svira se udaranjem rukama ili dodacima (plastičnim i metalnim četkama, metlicama, zvečkama, pedalama i dr.) po prednjoj ploči koja je nešto tanja od ostatka instrumenta. Najčešće ima dva zvuka a to su bas i sner. Materijal od kog se kahon pravi je uglavnom šperploča debljine od 1,3 do 1,9 cm. 

## Nastanak
Postoje dve teorije kako je kahon zaista nastao. Prva je da je kahon direktni potomak kutijastih bubnjeva iz Angole. Kako robovi iz Afrike nisu imali svoje instrumente, oni su koristili brodske sanduke koje su imali na raspolaganju, kao bubnjeve i po njima su lupali.
Druga teorija je da su španski kolonijalisti zabranili muziku afričkim robovima. Robovi su razvili instrument nalik kutiji jer su lako mogli da ga preruše u stolicu, i tako negovali svoju tradiciju a ipak ostali neprimećeni.
Takođe na Kubi je kahon pravljen od starih fioka i drugog kućnog kockastog nameštaja i korišćen je uglavnom za latino muziku.
Kahon je u početku bio prateći instrument afričkih plesova Tondero i Zamacueca dok ga perkusionista Rubem Dantas koji je svirao zajedno sa španskim gitaristom Paco de Lucia-om nije otkrio u Peru-u za vreme njihove turneje po južnoj Americi. Po predstavljanju instrumenta bendu Dantas je pokrenuo trend da se kahon koristi u većini flamenko bendova.
Danas se kahon učestalo koristi u afroperuanskim , afro-kubanskim, i flamenko stilovima muzike.
Kahon je 2001. godine proglašen nacionalnim instrumentom Peru-a i smatra se glavnim delom njihovog bogatog kulturnog nasleđa. Moderni kahon se često koristi kao pratnja akustičnoj gitari. Ovaj instrument veoma brzo postaje popularan i u bluzu, popu, roku, fanku, džezu, fjužn-u ali takođe postaje veoma popularan u svim ostalim stilovima i žanrovima širom sveta. Čest moderan naziv za kahon je „Bubnjevi u kutiji“ ili „Kahon kutija“.

## Izgled i konstrukcija instrumenta
Kahon se pravi u raznim vrstama oblika i veličina a i izbor materijala može da varira sto sve utiče na finalni zvuk instrumenta. Stranice su uglavnom napravljene od šperploče debljine 1,3 – 1,9 cm. Prednja strana je tanja i uglavnom je zakucana ekserima i ima ulogu udarača.
Otvor se nalazi sa zadnje strane nasuprot udaračkoj strani. Vrhovi su uglavnom ostavljeni nezakucani i mogu se udarati o kutiju koja je uglavnom kockastog oblika ali se povremeno viđa i poneki asimetričan oblik.
Izvođač sedi na kutiji i može se ljuljati nazad dok udara prednju stranu koju drži između kolena.
Moderni kahoni najčešće imaju gumene nogare i nekoliko šrafova sa donje strane kojima se može menjati boja zvuka. U originalnoj verziji kahon je bio samo šuplja drvena kutija ali novije verzije imaju i nekoliko razvučenih kanapa ili žica poput snera za dobijanje efekta zujanja kao kod doboša. Neki perkusionisti stavljaju i zvonce sa unutrašnje strane udaračke ploče blizu kanapa odnosno snera. Dodatni zvukovi mogu se dobiti udaranjem kahona sa strane vrhovima prstiju ili kuckanjem u njega.

## Vrste kahona i stilovi sviranja
U početku je kahon bio samo drvena kutija napravljena uglavnom od starog nameštaja poput fioka i kutija, ali kako mu je popularnost rasla tako se i on razvijao od obične drvene kutije do vrhunskog perkusionog muzičkog instrumenta.
Moderni kahoni imaju podesive snerove(tzv. flamenko kahon), tako da sam izvođač može da bira zvuk snera koji mu odgovara. Takođe neki imaju i prilagodljivo prigušenje za bas koji muzičar bira po sopstvenom nahođenju ili po uslovima i vrsti muzike koju izvodi. Noviji modeli čak imaju i ugrađen pick up sistem za lako ozvučavanje. 

### Vrste kahona
- Kahon sa fiksiranim snerom.

Sner je fiksiran i unapred podešen unutar bubnja blizu gornjeg desnog ugla što daje hrskav i čist zvuk snera. Razne varijacije u boji zvuka moguće su jednostavno udaranjem u različitim delovima bubnja. Za dobijanje bongo efekta udara se gornji levi ćošak a postepeno pomeranjem ka centru sve se više čuje zvuk snera.
- Kahon sa podesivim snerom.

Kod ovog modela sner je potpuno podesiv sa brzopoteznim mehanizmom za promenu položaja istog. Potpuno zategnut sner ima oštar i uzak zvuk dok je sa potpuno opuštenim sner-om više kao tradicionalni  kahon bez sner-a.
Takođe sner može biti precizno podešen i bilo gde između ove dve pozicije za fino podešavanje boje instrumenta a potom zaključan da se ne bi pomerao tokom sviranja.
- Kahon sa dva lica.

Ova vrsta kahona ima dve površine za sviranje i svaka od njih daje sasvim drugačiji zvuk što ovaj instrument čini veoma raznovrsnim. Jedna strana ima veoma tanku površinu za sviranje što joj daje dubok i veoma „organski“ zvuk. Druga stran ima sner koji je fiksiran u gornji desni ćošak i daje uzak zvuk snera sa dubokim basovnim notama.
Ovakav bubanj se preferira za akustičnu muziku.
Većina kahon-a ima gumene nogare na kojima stoji a opciono može imati i mekano sedište za izvođača.
Kahon može imati različite vrste rupa iako je okrugla najstandardnija.

### Stilovi sviranja
Pored standardnog načina sviranja postoje različite varijacije koje su nastale usled raznih uticaja tokom vremena. Otkako je široko rasprostranjen po svetu svirali su ga ne samo profesionalni perkusionisti nego i drugi muzičari što je dovelo do velike raznovrsnosti u stilovima sviranja.
Može se svirati samo rukama ali takođe i plastičnim ili metalnim metlicama koje se inače koriste za sviranje bubnjeva i daju potpuno različit zvuk od onoga koji dobijate prstima.Tu su i tvrde palice od drveta sa mekanim vrhovima u obliku loptica. Takođe se razvilo i različito prstenje koje bi svirači stavili na ruku da dobiju drugačiji zvuk.Prstenje može biti plastično a može biti i metalno nalik zvečkama ili zvončićima koje se tresu dok svirač pomera ruke 
Još jedan popularan način sviranja kahona je sa običnom pedalom za bas bubanj koja ovaj instrument pretvara u indirektan perkusioni instrument. Ovo daje sviračima mogućnost da ga sviraju baš kao bas bubanj, omogućava sviranje još nekih perkusija rukama ali takođe ograničava poziciju sviranja.
Drugi jako popularan način korišćenja noge za kahon jeste prigušavanje centra kahona petom a u zavisnosti od pozicije dobija se i drugačiji zvuk. Ovom pozicijom izvođač može da priguši duboke tonove tako da mu ostaju samo visoki što daje zanimljiv efekat.

## Ozvučavanje kahona
Kao za svaki akustični instrument postoje razne tehnike ozvučavanja ali ću ja ovde objasniti tehnike koristeći jedan dva ili tri mikrofona. Pored ovih takođe se mogu koristiti i tehnike stereo ozvučavanja ali s obzirom da je kahon perkusioni instrument, stereo ozvučavanje se prvenstveno koristi radi ambijenta u kome se snima.
- Postavka instrumenta

Kahon je najbolje postaviti uza zid da bi basovne frekvencije dobile punoću. Takođe preporučljivo je staviti kahon na pod bez tepiha (recimo neki parket ili sl.) da bi karakter zvuka usled refleksija bio življi.
- Ozvučavanje sa jednim mikrofonom:

Nije idealno ozvučavati kahon sa jednim mikrofonom ali ako je to jedina opcija većina perkusionista će taj mikrofon staviti pozadi na rupu da bi dobili što „masniji“ zvuk sa dosta basa.
Uglavnom se koriste mikrofoni koji se takođe koriste i za bas bubanj. Mogu se postaviti unutar kahona ali se najčešće stavljaju ispred da „gledaju“ unutra. 
- Druga opcija ozvučavanja sa jednom mikrofonom je da se mikrofon postavi negde u sobi. tada se dobija prirodni zvuk kahona ali treba imati u vidu činjenicu da u tom slučaju akustika prostorije igra veliku ulogu u boji zvuka. Za ove potrebe koristi se najčešće kondenzatorski mikrofon sa celim opsegom frekvencija.[6]
- Ozvučavanje sa dva mikrofona:

Ovo je mnogo bolji način ozvučavanja zato što se prvim mikrofonom kao i u prvom primeru skuplja zvuk sa zadnje strane koji ima dosta basa ali se takođe postavlja jedan mikrofon napred koji gleda direktno u prste izvođača i kupi hrskavi oštar ton iz visokih frekvencija a takođe skuplja i zvukove koji prsti prave prilikom lupkanja o prednju stranu instrumenta. Zadnji mikrofon (često dinamički kao za bas bubanj)se postavlja ne direktno na rupu već 45° u odnosu na centar rupe da zvuk ne bi previše brundao nekih 20cm udaljenosti. Prednji mikrofon (kondenzatorski) se postavlja 30-40 cm od prednje ploče u visini gornje ivice kahona tako da gleda ka centru kahona koji je između sviračevih nogu.
- Ozvučavanje sa tri mikrofona:

Ova postavka bila bi logičan nastavak na prethodnu za slučaj studijskog snimanja kada želimo da čujemo i prostoriju u kojoj se muzičar sa instrumentom nalazi. Slično poput snimanja bubnjeva postavićemo mikrofon u samu prostoriju da bi čuli reverberaciju te prostorije. Za ozvučavanje prostorije može se koristiti i stereo par a ozvučavanje samog kahona je isto kao u drugom slučaju sa dva mikrofona.

## Literatura
- Nastanak i istorija instrumenta Архивирано на веб-сајту  (18. мај 2015)
- Ozvučavanje i snimanje kahon-a.
- Istorija kahon-a.

## Spoljašnje veze
- Demonstracija sviranja kahona(video)
- Sviranje četkama i metlicama (Video)
- Ozvučavanje kahona (video)
- Ozvučavanje kahona 2 (Video)
- Tehnike sviranja kahona (video)